# Camino (film)
Camino – hiszpański dramat obyczajowy z 2008 roku w reżyserii Javiera Fessera. Fabuła bazuje na historii dziewczynki Aleksji González-Barros y González, która w wieku 14 lat umarła na raka i obecnie trwa jej proces kanonizacyjny.
Zdjęcia kręcono w Madrycie, Ciudad Real, Guadalajarze, Pampelunie i Almerii. Obraz zdobył sześć nagród Goya, w tym za najlepszy film roku, za reżyserię i scenariusz oryginalny.

## O filmie
Film jest kontrowersyjny, ponieważ rodzeństwo Aleksji uważa, że przeinacza on jej historię. Sprzeciwili się oni także temu, że reżyser w końcowej dedykacji umieścił pełne imię i nazwisko Aleksji, chociaż historia głównej bohaterki nie w pełni się z nią identyfikuje. Dziewczyna w filmie nosi imię Camino ('droga'), w odniesieniu do drogi świętości którą rzekomo kroczy.
Starsza siostra Camino to numeraria Opus Dei, której kontakty z rodziną są ograniczane przez organizację. Matka zachęca Camino, by ofiarowała swe cierpienia dla Jezusa. Ojciec stara się uchronić dziewczynkę przed wysiłkiem "kanonizowania" jej (tym bardziej jeszcze przed śmiercią) ze strony żony, starszej córki oraz przedstawicieli Opus Dei. Opus Dei twierdzi, że film był stronniczy i fałszywy.
Uciekając się do ironii, Fesser sugeruje że Jezus, którego imię przywołuje Camino przed śmiercią, to nie Chrystus, ale nastoletni chłopiec o imieniu Jezus (w Hiszpanii Jezus to popularne imię), w którym się zauroczyła.
W odpowiedzi na film reżyser Pedro Delgado nakręcił w 2011 film dokumentalny o życiu Aleksji González-Barros y González.